# АЭС Клинтон
АЭС Клинтон (англ. Clinton Nuclear Generating Station) — действующая атомная электростанция в центральной части США.
Станция расположена на берегу водохранилища Клинтон в округе Де-Уитт штата Иллинойс.

## Информация об энергоблоках
| Энергоблок | Тип реакторов       | Мощность | Мощность | Начало строительства | Физпуск    | Подключение к сети | Ввод в эксплуатацию | Закрытие |
| Энергоблок | Тип реакторов       | Чистый   | Брутто   | Начало строительства | Физпуск    | Подключение к сети | Ввод в эксплуатацию | Закрытие |
| ---------- | ------------------- | -------- | -------- | -------------------- | ---------- | ------------------ | ------------------- | -------- |
| Клинтон-1  | BWR, BWR-6 (Mark 3) | 1065 МВт | 1098 МВт | 01.10.1975           | 27.02.1987 | 24.04.1987         | 24.11.1987          | —        |